# Horváth Ferenc (politikus, 1890)
Horváth Ferenc (Lövő, Sopron vármegye, 1890. szeptember 14. – ?) jogász, gyáros, országgyűlési képviselő.

## Élete
Római katolikus vallású kisgazda családban született a Sopron megyei Lövőn Horváth János és Spáth Amália fiaként. Középiskolai évei után a budapesti tudományegyetemen jogot hallgatott, ugyanott avatták 1913-ban az államtudományok doktorává. Állami szolgálatát az Igazságügyminisztériumban kezdte meg, majd a Legfőbb Állami Számvevőszékhez került, ahol 1914-ben segédfogalmazói kinevezést kapott. Pályáján gyorsan haladt előre: 1915-ben már fogalmazó, 1917-ben segédtitkár lett; fontos, bizalmas ügyek intézését bízták rá, illetve hosszabb ideig lehetett Strausz István számvevőségi elnök személyi titkára is.
1920-ban – szolgálati idejének fenntartása mellett – megvált hivatali állásától és átvette családi vállalatuk vezetését. Az addig Budapesten működő cég keretében 1924-ben késgyárat hozott létre Lövőn, amelyben mintegy másfél évtizeddel később már körülbelül 100 dolgozót foglalkoztatott.
1935-ben lett először országgyűlési képviselő, amikor a lövői központú választókerület neki szavazott bizalmat, kisgazdapárti programmal, a Keresztény Gazdasági Párt által jelölt Nyisztor Zoltánnal szemben. 1938-ban, a vezetőséggel kialakult nézetkülönbsége miatt kilépett korábbi pártjából és nem sokkal később csatlakozott a Magyar Élet Pártjához, a következő, 1939-es választáson már utóbbi színeiben erősítette meg mandátumát, a kisebb területi átrendezések miatt új nevet kapott sopron–csepregi választókerületben. A Parlamentben főleg pénzügyi és gazdasági kérdésekben szólalt fel, de hozzászólásai mindig felkészültséget és hozzáértést tükröztek.
1914. január 25-én Budapesten feleségül vette Swoboda-Eizenberger Margitot. 1957. február 9-én házasságot kötött Hauser Annával.